# Бурляш, Михаил
Михаил Бурляш (род. 10 октября 1971, Харьков) — российский музыкант, автор-исполнитель, композитор, писатель.

## Биография
Родился 10 октября 1971 года в Харькове. Во время учёбы в институте играл в студенческом театре.
С 2014 года организатор и фронтмен фестиваля «Берещенье».
В 2017 году стал лауреатом 15-го фестиваля шансона памяти Михаила Круга в Твери.
Лауреат премии радио Шансон «Шансон года-2022». Получил золотую статуэтку в качестве исполнителя и автора музыки к песне «Гетера» на слова поэта Михаила Гуцериева.
Автор более 7 художественных книг.